# 玫瑰園圖

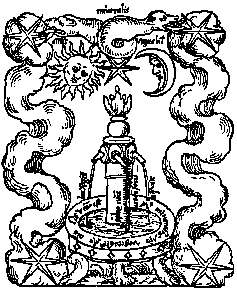
玫瑰園圖中的第一幅：日月隱曜，巨蛇噬星

玫瑰園圖是一篇有關西方心靈煉金術的論文中的十幅配圖。最早的手稿可追溯至1578年。它包含了捷克翻譯的中世紀早期拉丁美洲煉金術綱要。它的作者是Jaroš Griemiller （页面存档备份，存于）。值得注意的是，這不尋常的手稿具有高度藝術價值。
玫瑰園圖現保存於捷克共和國布拉格的國家圖書館。